# Первая всесоюзная выставка фотоискусства
Пе́рвая всесою́зная вы́ставка фотоиску́сства — выставка произведений советского фотоискусства, проходившая в Москве с ноября 1937 по январь 1938 года, Ленинграде и Киеве в соответствии с решением Всесоюзного комитета по делам искусств при СНК СССР.

## Организация
Первая всесоюзная выставка фотоискусства открылась 10 ноября 1937 года в главном здании Государственного музея изобразительных искусств им. А. С. Пушкина. Она была приурочена к празднованию 20-летия Октябрьской революции и первой годовщине принятия сталинской конституции. Выставка рассказывала о счастливой жизни в СССР, небывалых успехах и достижениях страны на всех участках социалистического строительства. 
Организацией выставки занимался Всесоюзный комитет по делам искусств при СНК СССР. Для привлечения экспонатов на выставку были созданы комитеты содействия в 26 городах СССР (в Алма-Ате, Баку, Воронеже, Минске и др.). В результате на выставке были представлены образцы фотоискусства почти всех советских республик. Как правило, на выставку принимались работы, выполненные не ранее 1932 года, однако было и несколько стендов с восстановленными снимками первых дней революции и гражданской войны. Каждый автор мог представить не более 30 работ. 
В состав президиума выставочного комитета входили: Я. Э. Чужин (председатель), Н. П. Герасимов, П. А. Бляхин, С. В. Евгенов, И. Я. Свистунов, Г. М. Болтянский. Членами выставочного комитета являлись М. В. Альперт, С. И. Лоскутов, М. М. Калашников, П. В. Клепиков, М. С. Наппельбаум, А. М. Родченко, С. О. Фридлянд, А. В. Хлебников, А. П. Штеренберг, О. М. Бескин («Искусство»), Б. Ф. Малкин («Изогиз»), Б. М. Майберг («Союзфото»), Г. Ф. Волчек («Известия»). Директором выставки был назначен И. Я. Свистунов.

## Описание
Колонны фасада Государственного музея изобразительных искусств им. А. С. Пушкина были оформлены увеличенными фотоснимками и украшены красными знамёнами. Между колоннами наверху помещались гербы союзных республик, под каждым гербом — сверхувеличение фотомонтажа картины, характеризующей в наиболее ярких художественных образах союзную республику. Над главным входом в музей были размещены портреты И. В. Сталина и других руководителей страны. По бокам большой мраморной лестницы, ведущей из вестибюля музея на выставку, располагались 18 фотоплакатов с изображением участников юбилейной демонстрации 7 ноября 1937 года в Москве и Ленинграде, других массовых демонстраций и празднеств. В Белом зале, зале с колоннадой и залах Древней Греции демонстрировались 1586 работ 319 авторов. Всего на конкурс было прислано 6000 фотографий со всей страны.  
Экспозиция состояла из 7 разделов: «Из фотоматериалов к истории Великой Октябрьской социалистической революции», «СССР в произведениях фотоискусства», «К выборам в Верховный Совет СССР», «Портретная фотография. Фото в театре», «Фото в науке и технике (Прикладная фотография). Цветная фотография», «Работы фотолюбителей. Работы юных фотолюбителей», «Фотопромышленность и изобретательство». Самое большое количество работ (870) экспонировалось во втором разделе экспозиции «СССР в произведениях фотоискусства».  
На выставке были представлены портреты и фотографии В. И. Ленина, И. В. Сталина, С. М. Кирова, Н. И. Ежова, К. Е. Ворошилова и других руководителей партии и правительства, малоизвестные портреты героев гражданской войны М. В. Фрунзе, В. И. Чапаева, Н. А. Щорса, фотографии ударников производства и стахановцев, передовых колхозников, парада физкультурников на Красной площади и других важнейших событий в жизни страны. В специальном зале были представлены фотографии, посвящённые сталинской конституции и подготовке к выборам в Верховный Совет СССР.  
Работы каждого участника размещались на отдельном стенде (за исключением разделов «Из фотоматериалов к истории Великой Октябрьской социалистической революции» и «К выборам в Верховный Совет СССР»), чем подчёркивалась важность авторства. После завершения работы выставки в Москве 18 января 1938 года, она была показана в Ленинграде, затем в Киеве. Всего её посетило более 35 000 человек. 

## Награды выставки
Победителям выставки были присуждены дипломы первой, второй и третьей степени, а также денежные премии. Дипломами первой степени были награждены: 
- Я. В. Штейнберг — «за особо ценные работы из истории Великой Октябрьской социалистической революции»;
- М. М. Калашников, Ф. И. Кислов, Н. Петров — «за лучшие, большой художественной ценности фотографические снимки и портреты товарища И. В. Сталина и руководителей партии и правительства»;
- М. В. Альперт, Д. Г. Дебабов, В. Мусинов, Г. Г. Петрусов, А. В. Скурихин, Я. Н. Халип, Э. Хайкин, И. М. Шагин, А. С. Шайхет, С. Г. Шиманский — «за многообразное и яркое отображение побед социализма в представленных фотографических работах, за идеологическую насыщенность их при большой художественной ценности, за большое мастерство фотографической техники»;
- А. П. Штеренберг — «за высокохудожественные качества представленных фотографических работ, за большое мастерство портретной фотографии, за исключительные достижения в освоении техники негативного и позитивного процессов»;
- А. М. Родченко — «за высокие художественные качества представленных фотографических работ, за яркий показ многонационального физкультурного праздника»;
- М. С. Наппельбаум — «за создание художественных портретов руководителей партии и правительства, высокую технику портретной фотографии»;
- А. В. Хлебников — «за высокие достижения в области прикладной фотографии»;
- А. Кублицкий, В. Горбачев -— «за работы по прикладной фотографии»;
- заводы ФЭД и ГОМЗ — «за высокие достижения в освоении фотографической аппаратуры и оптики».

Специальные дипломы были присуждены и победителям, участвовавшим в экспонировании в разделе «Работы фотолюбителей». 

## Критика
Выставка явилась заметным событием в культурной жизни страны и по свидетельству советской прессы того времени пользовалась успехом у зрителей. Отмечалось, что «народ — вот главная тема всех фотографий», подчёркивался «огромный диапазон тем, охватывающих буквально все стороны жизни страны социализма».  В статье С. Евгенова в журнале «Советское фото», посвященной выставке, положительно оценивались и работы «перестроившихся» авангардистов и пикториалистов. «Некоторые из них продемонстрировали отказ от чуждых советскому искусству формалистических вывихов (например, А. Родченко, Б. Игнатович), стремление освоить новую для них тематику («Канал Волга — Москва» на стендах Н. Андреева и Ю. Еремина)».
Экспоненты также подчёркивали значимость события и отзывались о выставке в восторженных тонах:

Я счастлив, что нам удалось создать такую грандиозную выставку. (...) Я счастлив, что удалось с совершенной ясностью доказать, что фото есть искусство. — Александр Родченко

Всесоюзная фотовыставка поражает не только разнообразием тематики и мастерством выполнения работ, но — что особенно отрадно — выступлениями новых, выросших за последние годы фотоработников (...). — Абрам Штеренберг
В современных исследованиях отмечают, что выставка «была свидетельством того, что соцреализм в фотографии победил окончательно и бесповоротно. Из 1586 фоторабот, экспонировавшихся на выставке, только 196 не имели отношения к политическому фоторепортажу». Сам факт открытия выставки в залах московского Музея изобразительных искусств им. А. С. Пушкина был уже невиданной новостью, поднимал престиж фотографии. Был смягчён тон пренебрежения в отношении к фотоискусству. О фотографии высказывались как о правомерном виде художественного творчества.
В ноябре—декабре 2017 года Государственный музей изобразительных искусств им. А. С. Пушкина и Государственная публичная историческая библиотека России представили виртуальный проект, посвященный Первой всесоюзной выставке фотоискусства. Основой виртуальной выставки стали 33 фотографии, авторы которых в 1938 году были награждены дипломами первой и второй степени.